# Mycetophila araucana
Mycetophila araucana är en tvåvingeart som beskrevs av Lane 1962. Mycetophila araucana ingår i släktet Mycetophila och familjen svampmyggor. Inga underarter finns listade i Catalogue of Life.